# Parc national de Kosterhavet
Vous lisez un « article de qualité » labellisé en 2011.
Le parc national de Kosterhavet (en suédois Kosterhavets nationalpark) est un parc national situé dans le comté de Västra Götaland sur la côte du Bohuslän en Suède. Sur les communes littorales de Strömstad et Tanum, il couvre 38 878 ha principalement autour de l'archipel des îles Koster dans le Skagerrak et est prolongé au nord-ouest par le parc national norvégien d'Ytre Hvaler. Cet archipel est séparé de la côte et de l'archipel intérieur par le fjord de Koster, une fosse profonde de 247 m communiquant avec la fosse norvégienne.
Le parc voit se rencontrer les eaux saumâtres de la mer Baltique et les eaux salées de l'océan Atlantique. Les eaux possèdent ainsi une salinité supérieure à celle des côtes de la Suède, ce qui, ajouté au climat particulièrement clément, permet aux eaux du parc d'être parmi les plus riches du pays biologiquement. Elles abritent en particulier l'un des deux seuls récifs de corail suédois, une zone d'une grande richesse écologique. Les oiseaux de mer et les phoques sont particulièrement nombreux.
La présence humaine est attestée depuis l'âge de la pierre, les ressources de la mer étant déjà déterminantes. Les grandes époques du hareng voient l'augmentation de la part de la pêche dans la vie des habitants. C'est surtout au XXe siècle que l'homme va le plus profondément affecter la région, avec en particulier le développement du chalutage. À la fin du siècle cependant, il va progressivement protéger ces eaux, amenant à la création du parc en 2009, simultanément avec son voisin Ytre Hvaler, devenant ainsi le premier parc national marin de Suède.
Avec 90 000 visiteurs annuels, le parc est un haut lieu du tourisme sur la côte ouest suédoise, avec en particulier un des plus importants trafics de plaisance. En parallèle, la pêche est encadrée par de nombreuses règles afin de ne pas nuire à la richesse du milieu.

## Toponymie
Le terme Kosterhavet signifie « la mer de Koster ». Ce terme fut créé en 2006 au cours du processus de création du parc et fait maintenant partie de la toponymie du site. Il désigne toute la zone comprenant l'archipel des îles Koster, le fjord de Koster et l'archipel intérieur le long de la côte, soit une zone un peu plus étendue que le parc lui-même. En ce qui concerne le terme Koster, rien n'est certain. Une théorie est que le nom viendrait du vieux norrois kostir signifiant « lieu de repas », ce qui viendrait de l'exceptionnelle richesse en poisson des eaux baignant les îles.

## Géographie

### Localisation et frontières
Le parc national est situé dans les communes de Strömstad et Tanum du comté de Västra Götaland au sud-ouest de la Suède. C'est un parc national maritime, baigné par le Skagerrak le long de la côte de la province historique du Bohuslän. Strömstad, principal port d'accès au parc, est situé à 154 km d'Oslo et à 170 km de Göteborg, respectivement plus grande ville norvégienne et deuxième plus grande ville suédoise.
Le parc s'étend de l'archipel intérieur à l'est aux derniers îlots de l'archipel extérieur à l'ouest et sa limite nord est constituée par la frontière entre la Norvège et la Suède. Il est prolongé de l'autre côté de la frontière par le parc national d'Ytre Hvaler. Les îles de Nordkoster et Sydkoster ne sont pas incluses dans le parc, excepté quelques petites zones à Sydkoster, mais sont en grande partie protégées comme réserve naturelle. L'île de Ramsö n'est pas non plus incluse dans le parc. Le parc recouvre une superficie de 38 900 ha dont la majeure partie (38 040 ha) est maritime.

### Relief

Carte du parc et de son voisin Ytre Hvaler.

Le relief du Bohuslän est très irrégulier, entaillé par de nombreuses vallées de fracture escarpées, qui lorsque l'on arrive au niveau de la côte séparent d'innombrables îles et îlots. Au niveau du parc, l'archipel est divisé en deux parties par le fjord de Koster : l'archipel intérieur à l'est, qui est en grande partie exclu du parc, et l'archipel extérieur avec les îles Koster. L'archipel de Koster est caractérisé par des petites îles rocheuses, au nombre d'environ 400, dont les principales sont Sydkoster (8 km2) et Nordkoster (4 km2). Ce sont aussi ces deux îles qui regroupent les plus hauts sommets de l'archipel avec Kosterbonden (Nordkoster, 58,8 m), Valfjället (Sydkoster, 45 m) et Ramnefjäll (Sydkoster, 42 m). Cependant, entre les sommets rocheux s'étalent parfois des zones sableuses plus plates, telles qu'à Brevik, Kile, Röd et Långegärde.
Le relief sous-marin revêt un intérêt particulier. L'élément le plus marquant est le fjord de Koster qui constitue une fosse s'étendant de la frontière norvégienne au nord aux îles Väder au sud, au-delà des limites du parc. Cette fosse atteint une profondeur maximale de 247 m au sud-est de l'île de Ramsö (à comparer au moins de 100 m de profondeur moyenne de la mer du Nord). La fosse se ramifie au niveau de la frontière norvégienne, une partie se prolongeant vers l'est dans une zone appelée Säcken, longeant la frontière, tandis qu'une autre partie se dirige vers l'ouest avec la fosse norvégienne, longue et profonde fosse longeant toute la côte sud norvégienne. En dehors de cela, la topographie sous-marine ressemble à la partie émergée, avec des sommets rocheux entre lesquelles s'étendent des zones sableuses.

### Climat
Le parc est baigné dans un des climats les plus cléments du pays. L'ensoleillement est parmi les meilleurs de Suède avec plus de 1 800 heures annuelles (comparées aux 1 630 heures de Paris) et les étés sont relativement peu pluvieux, ce qui est dû à l'abri que procure le sud de la Norvège des flux humides océaniques. Hormis ceci, le climat peut être décrit comme un climat océanique avec des hivers doux et des étés frais.
| Mois                     | jan. | fév. | mars | avril | mai  | juin | jui. | août | sep. | oct. | nov. | déc. | année |
| ------------------------ | ---- | ---- | ---- | ----- | ---- | ---- | ---- | ---- | ---- | ---- | ---- | ---- | ----- |
| Température moyenne (°C) | −2,1 | −1,7 | 0,4  | 4,6   | 10,4 | 14,8 | 16,3 | 15,8 | 12,2 | 8,1  | 3,3  | −0,1 | 6,8   |
| Précipitations (mm)      | 48   | 32   | 40   | 40    | 43   | 49   | 46   | 65   | 68   | 80   | 69   | 47   | 627   |

### Hydrographie

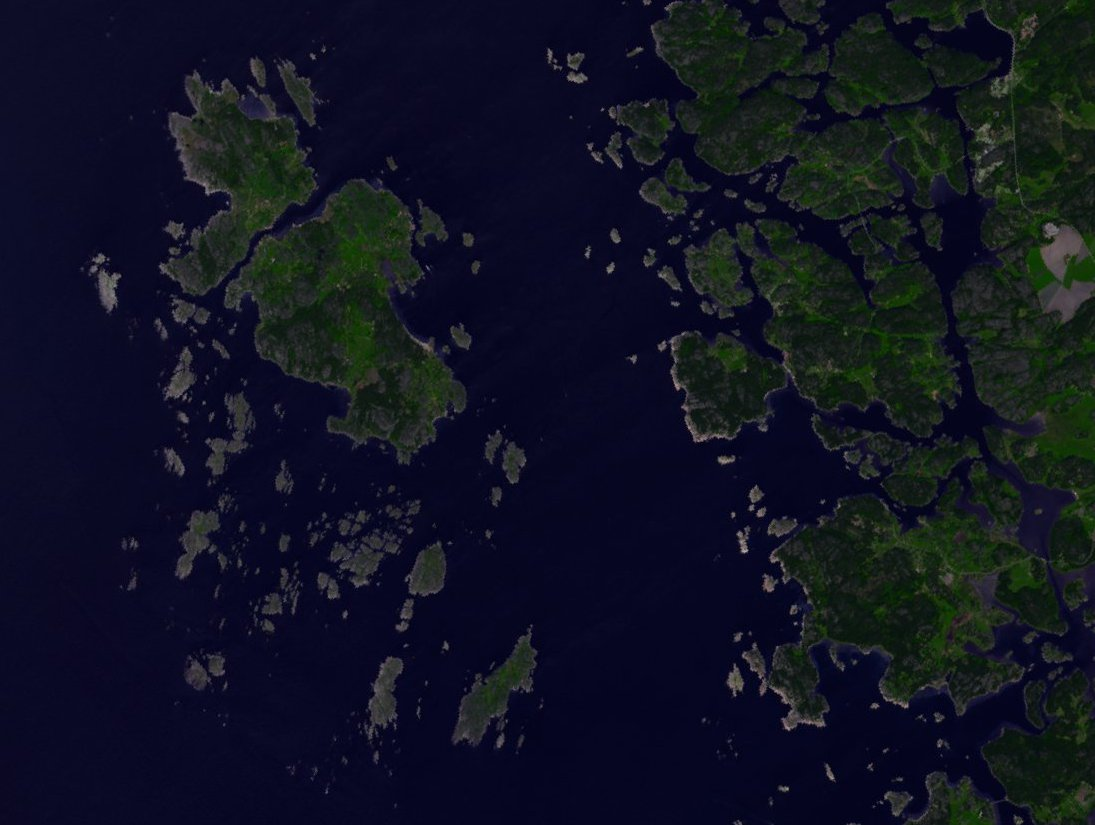
Les îles Koster et les détroits de la côte très découpée.

Le parc est situé le long de la côte suédoise du Skagerrak, qui avec le Cattégat plus au sud forme une série de détroits reliant la mer du nord à la mer Baltique. Il s'agit donc d'une importante zone d'échange entre les deux mers, avec deux courants marins importants. Le premier est un courant de surface (jusqu'à environ 25 m) en provenance de la Baltique (donc en direction du nord dans cette zone). Ce courant est particulièrement important au printemps et au début de l'été, lié à la fonte des neiges alimentant les fleuves se jetant dans la Baltique. La mer Baltique ayant une salinité faible en particulier à cette période, ceci provoque un important adoucissement des eaux de surface dans le parc allant parfois jusqu'à moins de 10 ‰ (comparé à la salinité moyenne des océans de 35 ‰) et celles-ci prennent alors une teinte brunâtre. Le deuxième courant est au contraire un courant de profondeur qui utilise en particulier la fosse norvégienne et arrive donc dans le parc par le fjord de Koster. Ce courant permet au fjord de maintenir une salinité relativement constante de 34 ou 35 ‰ et une température d'entre 5 et 6 °C, ce qui en fait les eaux les plus salées baignant la Suède et ce qui explique la richesse unique de ces eaux pour le pays.
Contrairement au parc voisin d'Ytre Hvaler, il y a relativement peu de cours d'eau se jetant dans la mer à proximité du parc, le plus important étant la rivière Strömsån se jetant à Strömstad, avec un débit moyen de seulement 4 m3/s.

## Géologie

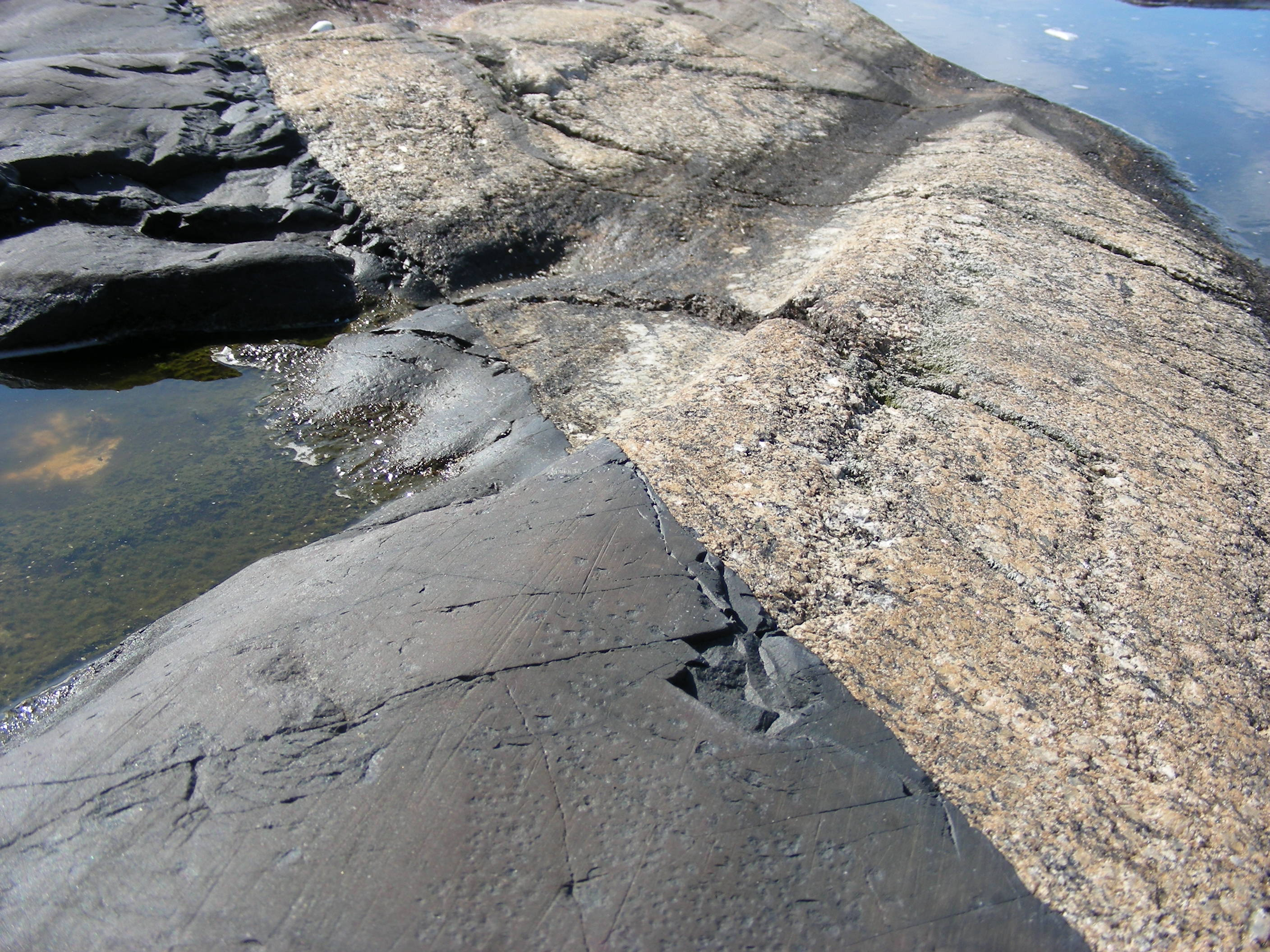
Contact entre le diabase et le gneiss sur l'île d'Yttre Ursholmen.

Du fait de l'absence de végétation dans une grande partie de l'archipel, la géologie de la zone est relativement facile à observer et à étudier. Dans le parc de Kosterhavet apparaissent deux grands ensembles géologiques, séparés par le fjord de Koster. À l'est du fjord, l'archipel intérieur tout comme le reste de la côte du Bohuslän est constitué d'un jeune granite rougeâtre appelé granite du Bohus. Ce granite est relativement récent, s'étant formé il y a entre 900 et 1 000 millions d'années (Ma). À l'ouest du fjord, les îles Koster et Väder sont en revanche principalement constituées de gneiss, parfois d'origine sédimentaire et parfois granitiques, datant probablement d'il y a 1 800 millions d'années. La frontière entre ces deux zones est une profonde faille au niveau du fjord de Koster. Ce fjord atteint ainsi une profondeur d'environ 450 m, mais les sédiments s'y sont peu à peu accumulés pour atteindre la profondeur actuelle de 247 m.
Un des phénomènes caractéristiques de la zone est la présence d'un essaim de dykes de diabase, étendus selon un axe nord-sud. Ceci est lié à une zone de failles remontant jusqu'au rift d'Oslo, dans laquelle se sont introduits des filons de diabase il y a entre 1225 et 1 015 Ma. Ces dykes sont fortement déformés par des mouvements de cisaillement ayant eu lieu il y a environ 1 000 Ma, provoquant une recristallisation en metadolerite puis en amphibolite. Ces dykes apparaissent nettement dans le paysage comme des bandes sombres contrastant avec le gneiss environnant ; de plus, ils forment des crevasses, le diabase s'érodant plus facilement que le gneiss.

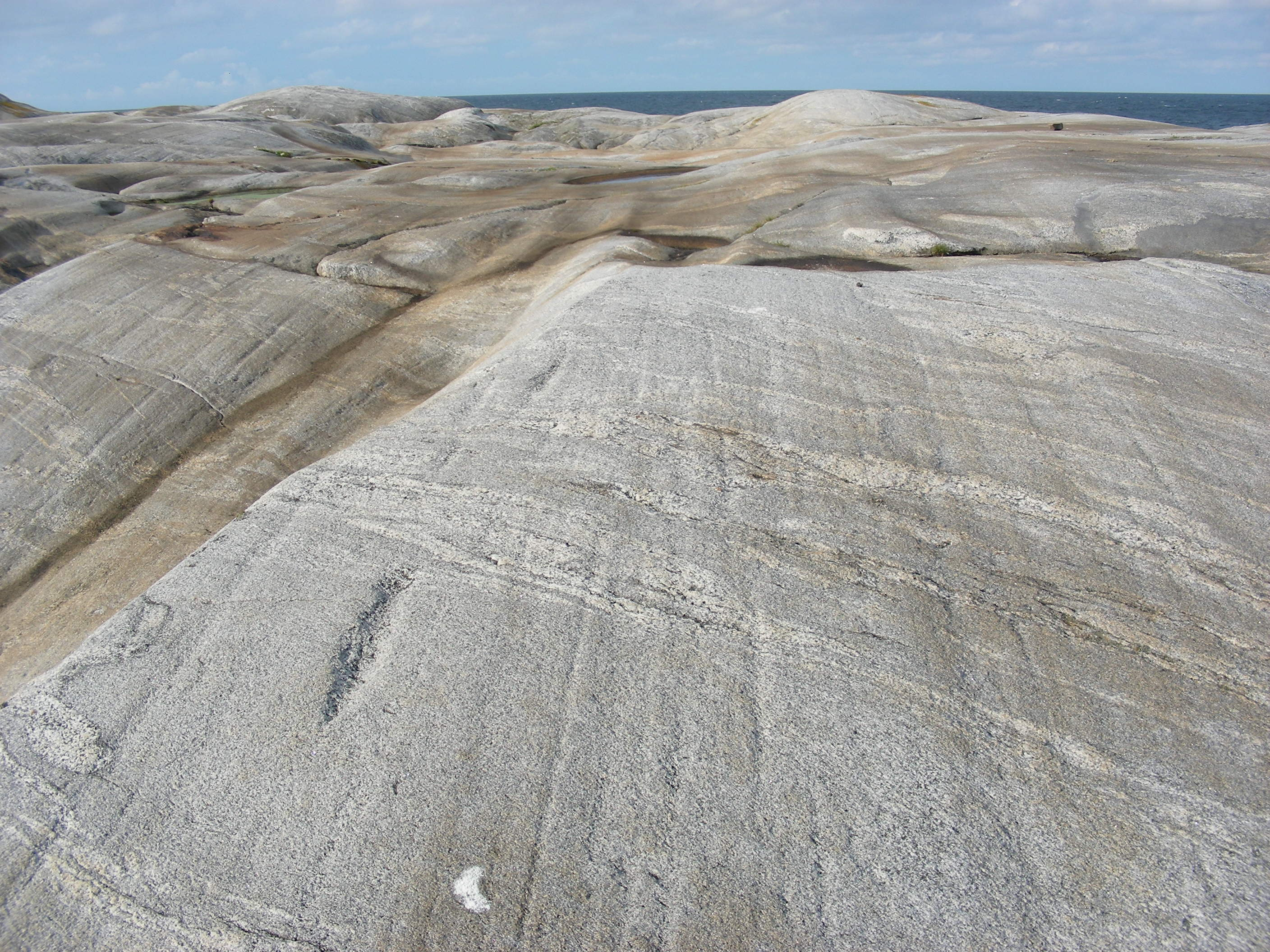
Stries formées par l'action des glaciers.

Les zones plus plates situées entre les sommets rocheux sont recouvertes de sédiments, formés alors que la zone était encore immergée. Ce sont en général une mosaïque de sédiments, illustrant la complexité des courants marins lors de leur dépôt. La seule exception est le fond du fjord, constitué relativement uniformément d'argile. À plusieurs endroits, ces sédiments sont mélangés avec des fragments de coquilles, ce qui forme un meilleur substrat pour les plantes. Les vagues arrachèrent fréquemment des sédiments aux moraines pour les déposer dans les parties à l'est de l'archipel extérieur, à l'abri des principaux courants.
Durant le quaternaire se sont succédé au moins trois glaciations qui ont recouvert la Scandinavie d'un immense inlandsis. La présence de glaciers dans la zone est en particulier attestée grâce aux stries glaciaires laissées sur les roches. L'ouest du Bohuslän se libéra des glaces il y a environ 13 000 ans. La zone s'est ensuite élevée du fait du rebond post-glaciaire, de nombreuses terres émergeant alors. À plusieurs endroits du parc, on retrouve de grands tas de galets, pas nécessairement à proximité de la mer. Ces galets témoignent de l'époque où la mer arrivait à ce niveau et a érodé les pierres pour leur donner cette texture et cette forme particulière.

## Milieu naturel

### Partie émergée

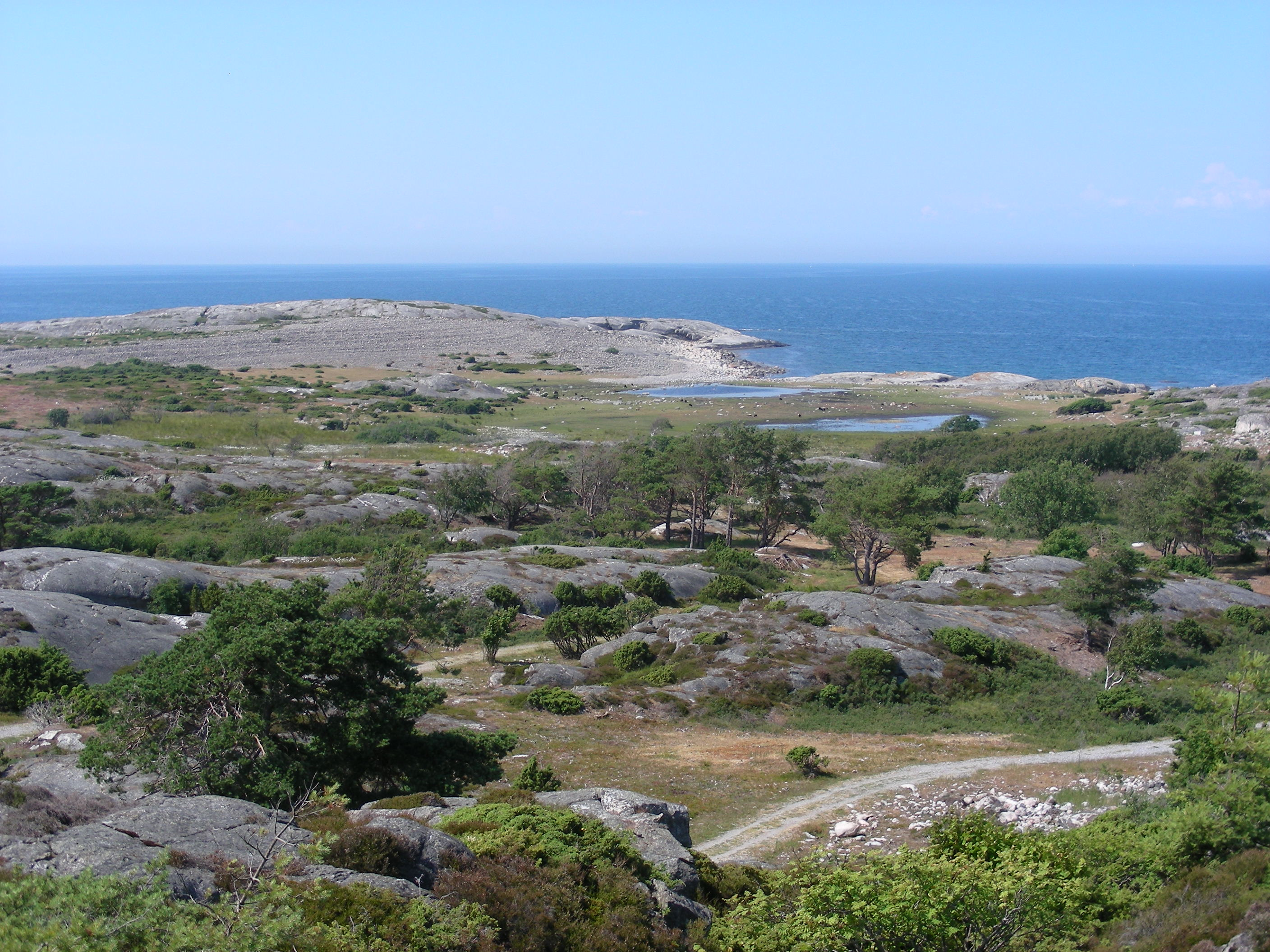
Végétation typique des îles, ici Nordkoster.

Si la partie sous-marine du parc est la plus marquante, la partie émergée est aussi très intéressante notamment grâce au climat particulier qui baigne la zone. Plus de 600 plantes vasculaires ont été rapportées. Une grande partie de la surface émergée est constituée de roches nues ou couvertes d'un maigre tapis de végétation, avec en particulier une lande avec de la bruyère callune (Calluna vulgaris) et plusieurs espèces de mousses et lichens. On trouve aussi de nombreuses zones boisées de genévriers (Juniperus communis) et autres conifères. Pourtant, une carte de 1936 montre que ce type de végétation était alors réduit à de petites zones près d'Ekenäs (Sydkoster) et que les forêts actuelles sont donc très récentes. Sur les îles de Nordkoster et Sydkoster, en grande partie exclues du parc, on trouve aussi des forêts de feuillus. La végétation la plus riche se trouve au niveau des filons de diabase, celui-ci constituant un meilleur substrat que le gneiss par exemple. On peut alors trouver de l'alchémille des Alpes (Alchemilla alpina), de l'origan (Origanum vulgare), de la porcelle à feuilles tachées (Hypochaeris maculata), et de l'anémone hépatique (Hepatica nobilis).

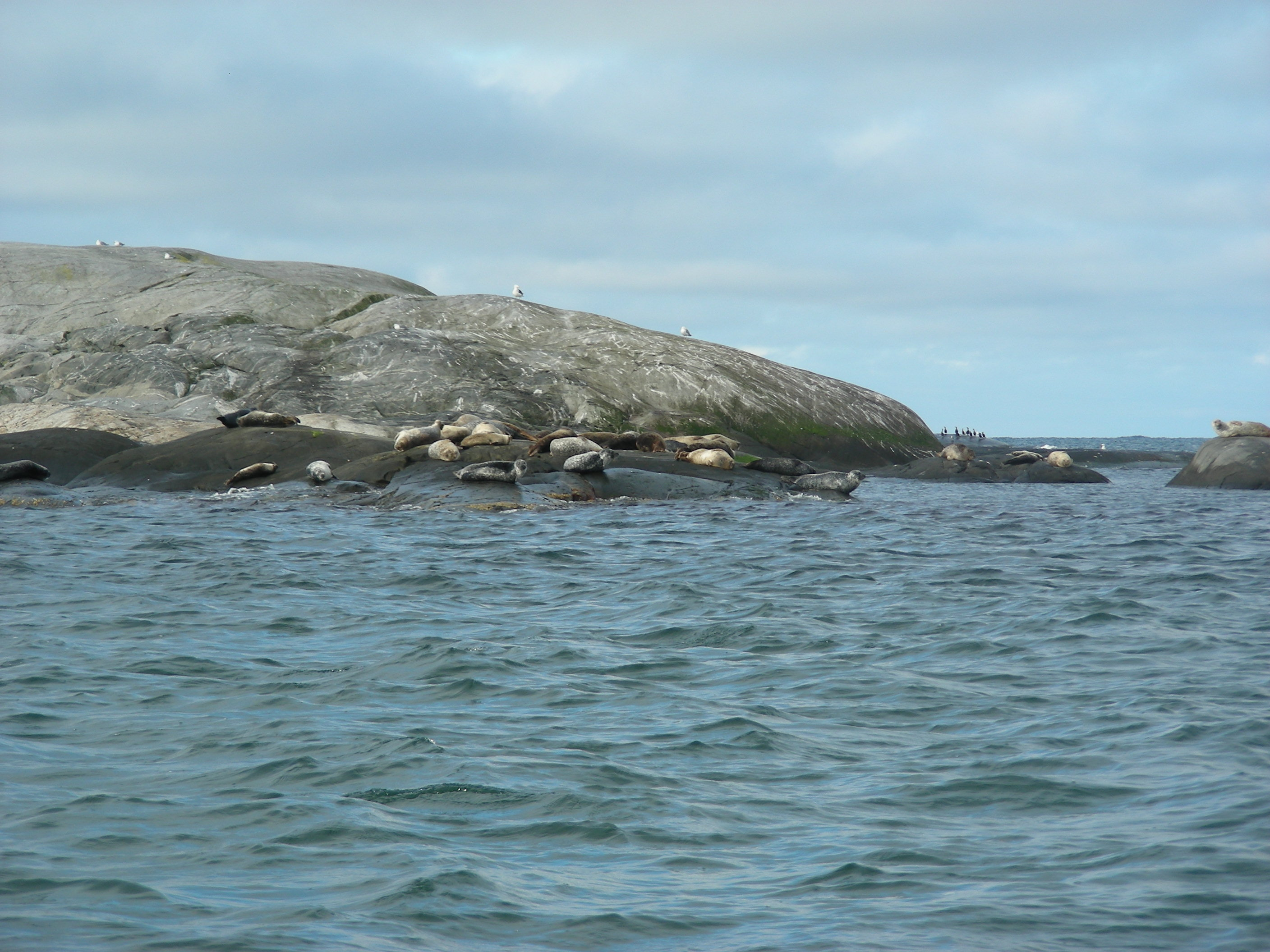
Phoques sur l'île Våskär de l'archipel Koster.

La faune la plus notable du parc est constituée des phoques et des oiseaux marins. La population de phoques communs (Phoca vitulina) de Kosterhavet est importante, avec un sixième de la population totale de la côte ouest suédoise. Ils sont principalement concentrés autour de certaines zones faisant par conséquent l'objet d'une protection spéciale (cf la section gestion et administration). Tout comme sur le reste de la côte ouest, la population de phoques s'est fortement développée grâce à leur protection au milieu des années 1970, mais fut fortement affectée par trois épidémies de la « peste du phoque » (maladie de Carré des phoques) en 1988, 2002 et 2007. Quelques phoques gris (Halichoerus grypus) sont aussi présents dans le parc.
Le parc compte une centaine d'espèces d'oiseaux marins. C'est une zone importante en particulier pour le cormoran huppé (Phalacrocorax aristotelis) et le bécasseau violet (Calidris maritima) puisque plus d'1 % de la population européenne y réside l'hiver, ce qui le classe comme une zone importante pour la conservation des oiseaux. C'est aussi le seul endroit en Suède où le tournepierre à collier (Arenaria interpres) passe l'hiver. En hiver, la zone concentre d'importantes populations de garrot à œil d'or (Bucephala clangula), de macreuse noire (Melanitta nigra) et de harle huppé (Mergus serrator). L'eider à duvet (Somateria mollissima) est aussi très représenté, tout au long de l'année, avec environ 10 000 individus dans le parc. Le parc compte une dizaine d'espèces considérées comme menacées en Suède, ainsi que des espèces menacées régionalement, telles que le labbe parasite (Stercorarius parasiticus), dont la population a diminué ces quarante dernières années sur la côte ouest. Plus localement, le guillemot à miroir (Cepphus grylle) s'est fait plus rare dans le parc, ce qui est probablement dû au fait qu'il niche souvent le long de la côte et est donc sensible aux dérangement dus aux bateaux. Les zones du parc destinées à la protection des oiseaux lui sont donc d'un grand secours.

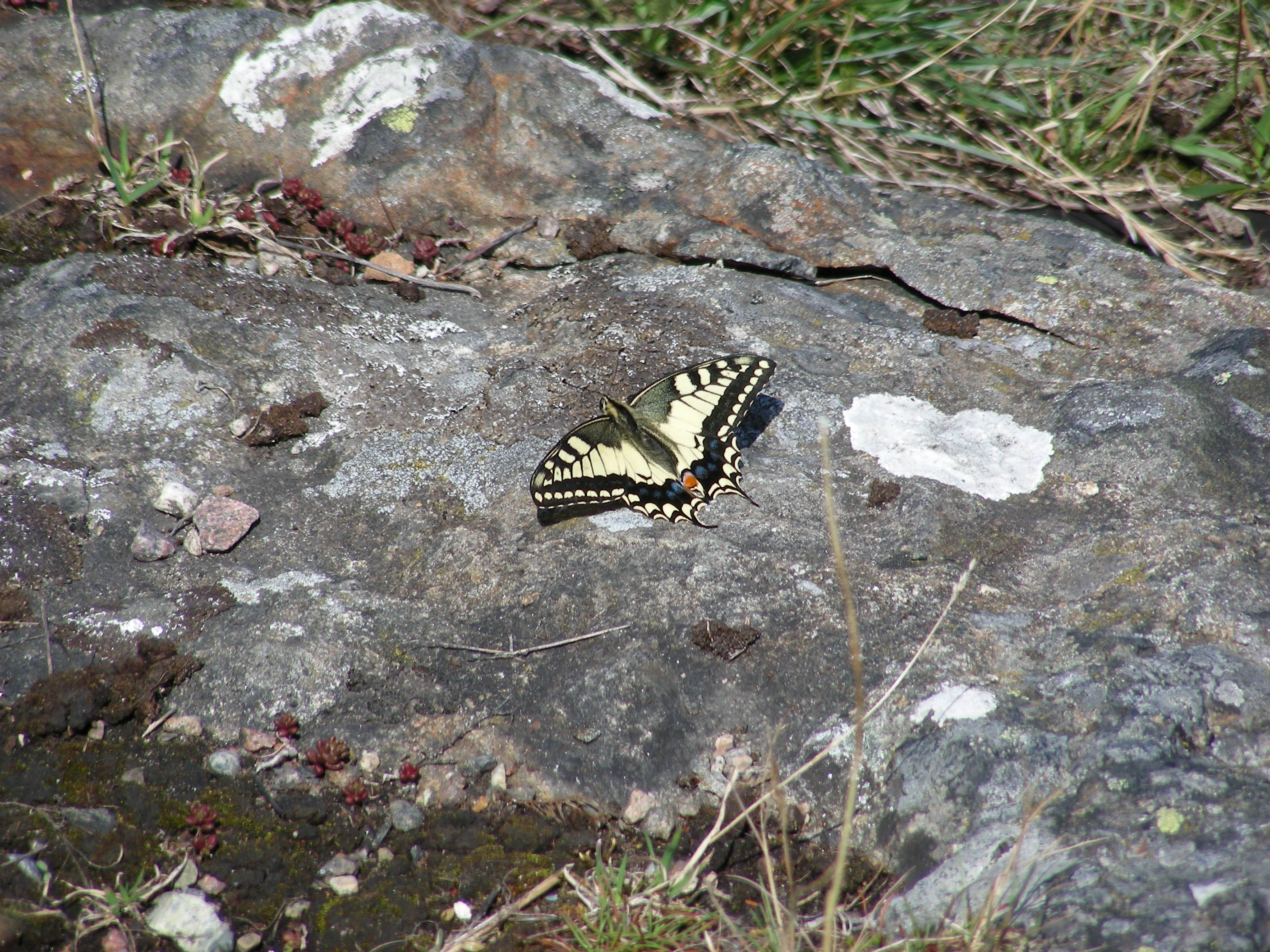
Machaon près d'Ekenäs (Sydkoster).

La faune non liée à la vie marine est moins hors du commun, essentiellement identique au reste de la côte. On y rencontre par exemple le vison d'Amérique (Neovison vison), des lièvres, le chevreuil (Capreolus capreolus), le renard roux (Vulpes vulpes) et parfois même des élans (Alces alces). Les chevreuils ne sont que quelques individus dans les îles et la consanguinité n'est pas rare. On compte autour de 140 espèces d'oiseaux non-marins dans l'archipel, qui sont de manière générale les mêmes espèces que celles trouvées sur la partie continentale, exception faites d'un certain nombre d'espèces présentes sur la partie continentale, mais rares dans l'archipel.

### Partie immergée
La partie immergée est la principale richesse du parc. On y trouve de nombreux milieux différents, que cela soit des milieux relativement courants dans le pays, tels que ceux de faible profondeur couverts de limons, d'argiles, de sable ou rocheux, ou des milieux uniques tels que les grandes profondeurs et les récifs coralliens. En effet, le fjord de Koster et sa branche à Säcken sont les seuls endroits le long de la côte suédoise (exception faite du fjord Gullmar) atteignant de telles profondeurs. Mais même lorsque les milieux existent ailleurs dans le pays, ils présentent dans le parc une richesse exceptionnelle en grande partie liée à la salinité océanique. De fait, plus de 200 espèces présentes ici n'ont pas été attestées ailleurs en Suède. Si le classement des espèces marines menacées dans le pays n'en est qu'à ses débuts et que leur nombre augmentera probablement dans le futur, sur les 218 espèces ainsi classées en 2009, 196, soit 86 %, sont présentes dans le parc. D'un point de vue moins local, sur les 39 espèces et 16 milieux marins classés comme menacés par la convention internationale OSPAR, 13 espèces et 11 milieux se trouvent dans le parc.

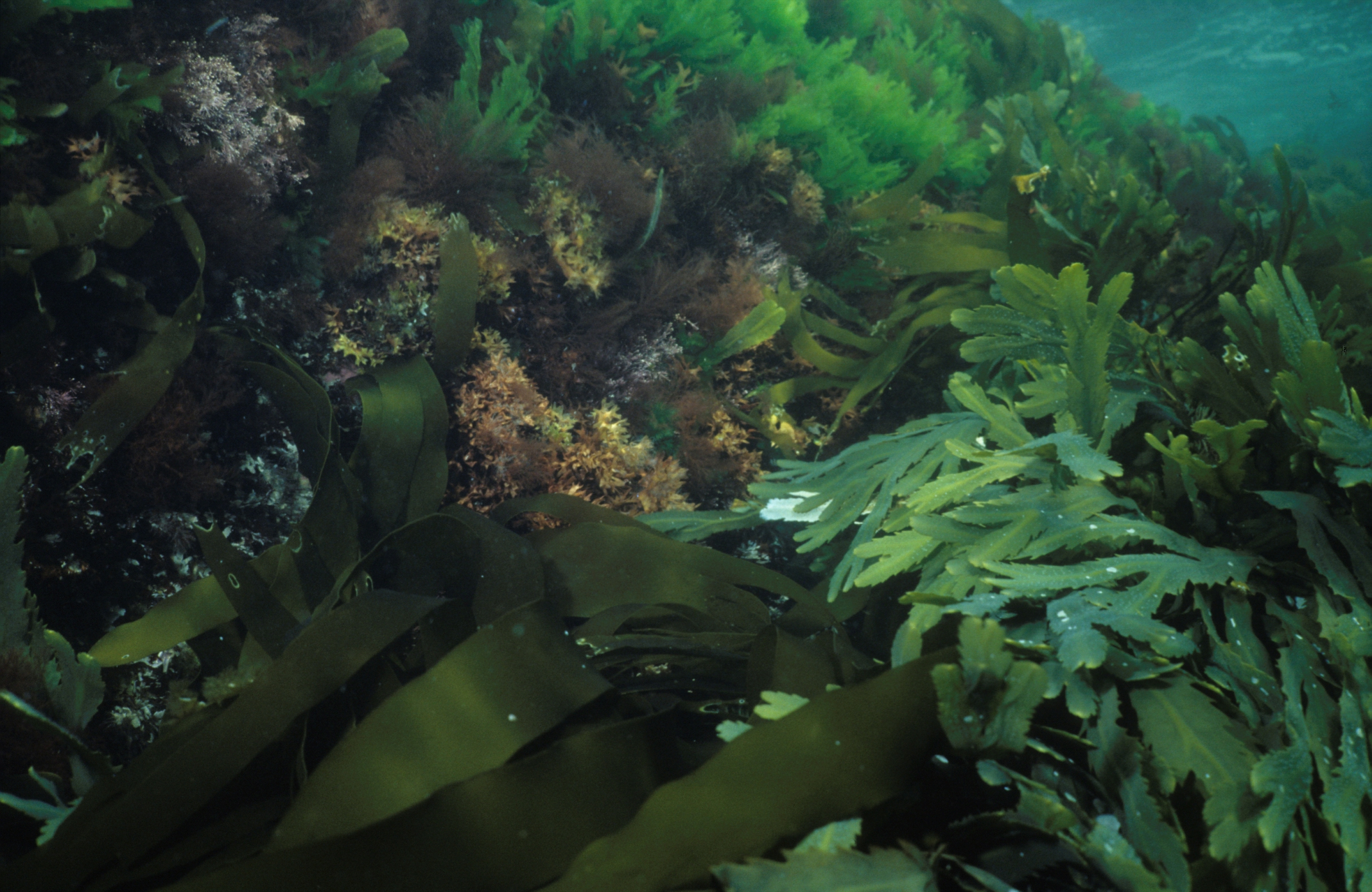
Forêt d'algues à Yttre Vattenholmen, près du parc national de Kosterhavet.

Les fonds peu profonds sont relativement bien représentés dans le parc et font partie des environnements classiques autour de la Suède. Dans ces zones se sont développés divers types d'écosystèmes. Parmi ceux-ci, on trouve des prairies sous-marines recouvertes en particulier de zostère marine (Zostera marina), constituant un écosystème très riche, mais aussi de bancs de moule commune (Mytilus edulis) et d'huitre plate (Ostrea edulis), ou parfois même de moule géante (Modiolus modiolus). On trouve également (bien qu'assez rarement) du maërl, un riche substrat marin, très rare en Suède et considéré comme menacé en Europe. Les substrats rocheux fournissent des points d'accroche essentiels pour les macroalgues, elles aussi présentes en grandes quantités : sur les 375 espèces de macroalgues présentes en Suède, au moins 248 se trouvent dans le parc. Parmi celles-ci, la laminaire nordique (Laminaria hyperborea) forme de véritables forêts et constitue un important support pour plusieurs espèces marines. Tous ces milieux sont d'une grande richesse et abritent de nombreuses espèces considérées comme menacées en Suède,.

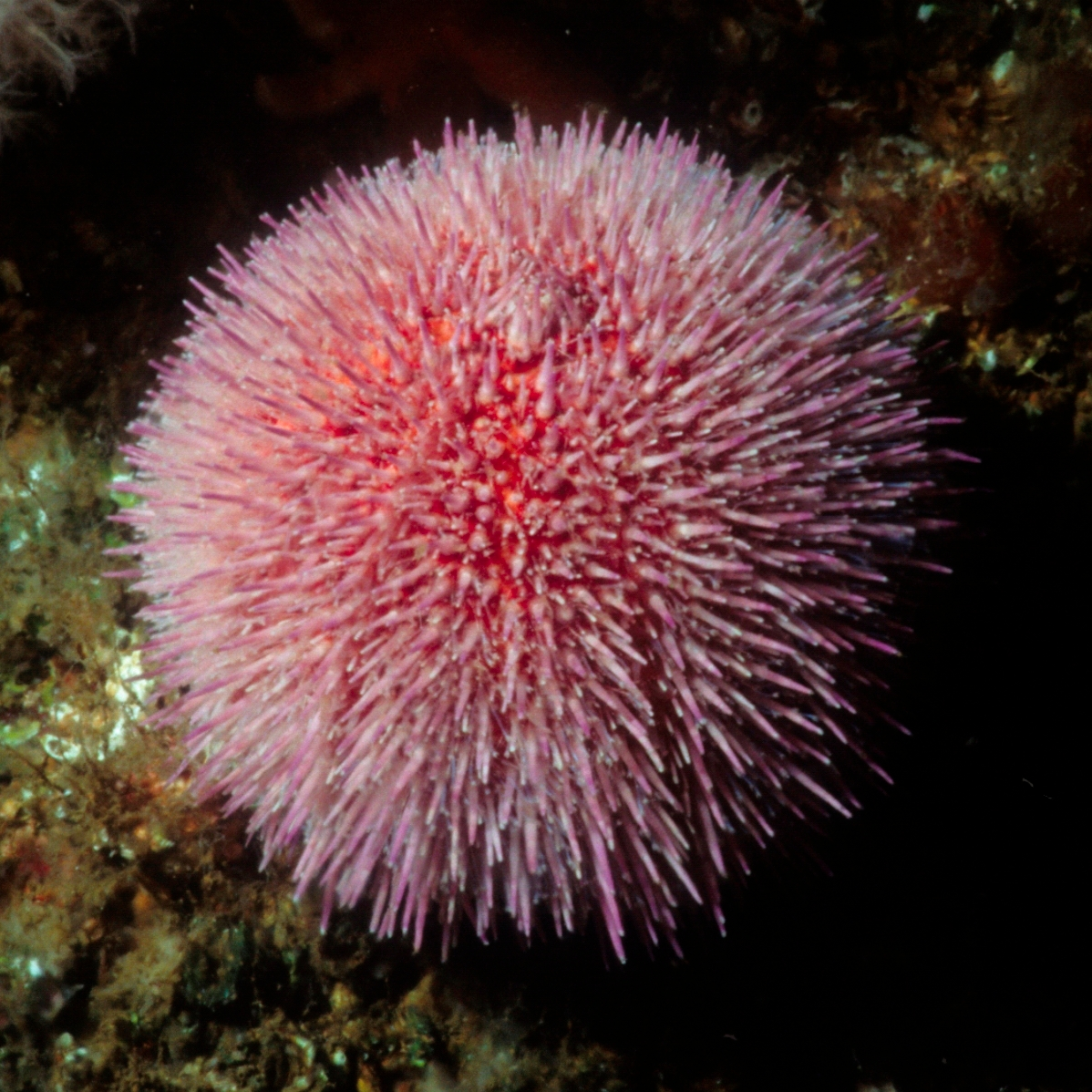
Oursin comestible dans les profondeurs du parc.

Mais c'est dans les milieux profonds que se trouvent les milieux exceptionnels du parc. Lorsque le sol est recouvert de limons ou d'argiles, on trouve des espèces telles que la plume élégante (Virgularia mirabilis), la plume de mer (Kophobelemnon stelliferum) et l'oursin-lyre (Brissopsis lyrifera). Lorsque le sol est rocheux, la richesse d'espèces devient plus grande encore. On trouve alors différentes zones avec différents assortiments d'espèces. Parmi les espèces intéressantes, sont attestées de nombreuses espèces d'éponges, des brachiopodes, etc. Dans les zones les plus riches, on trouve de la Geodia barretti, de l'éponge calice (Phakellia ventilabrum), la sabelle (Sabella pavonina), des serpulidés, des ascidies et des ectoproctes. Enfin, ce qui fait la célébrité des eaux du parc est la découverte de plusieurs récifs coralliens d'eau froide, constitués de l'espèce Lophelia pertusa. La zone compte un récif vivant au niveau de Säcken, d'une superficie de 5 000 m2 dont 300 m2 vivants. Au moment de la création du parc, le récif de Säcken était le seul récif vivant connu en Suède, mais en 2013, un autre récif vivant fut trouvé un peu plus au sud, autour des îles Väder. Outre celui-ci, le parc compte quatre récifs morts : un au niveau de Grisbådarna, deux dans le fjord de Koster (un au sud-est de Ramsö et un à l'est des îles Koster) et un dernier près de Spiran. Même s'ils sont morts, les récifs n'en constituent pas moins un support pour une faune d'une grande richesse, l'important étant la structure tridimensionnelle complexe formé par l'organisme, qui offre un important abri pour les espèces y vivant. Ainsi, une vingtaine d'espèces inconnues ailleurs en Suède vivent à l'abri de ces récifs.

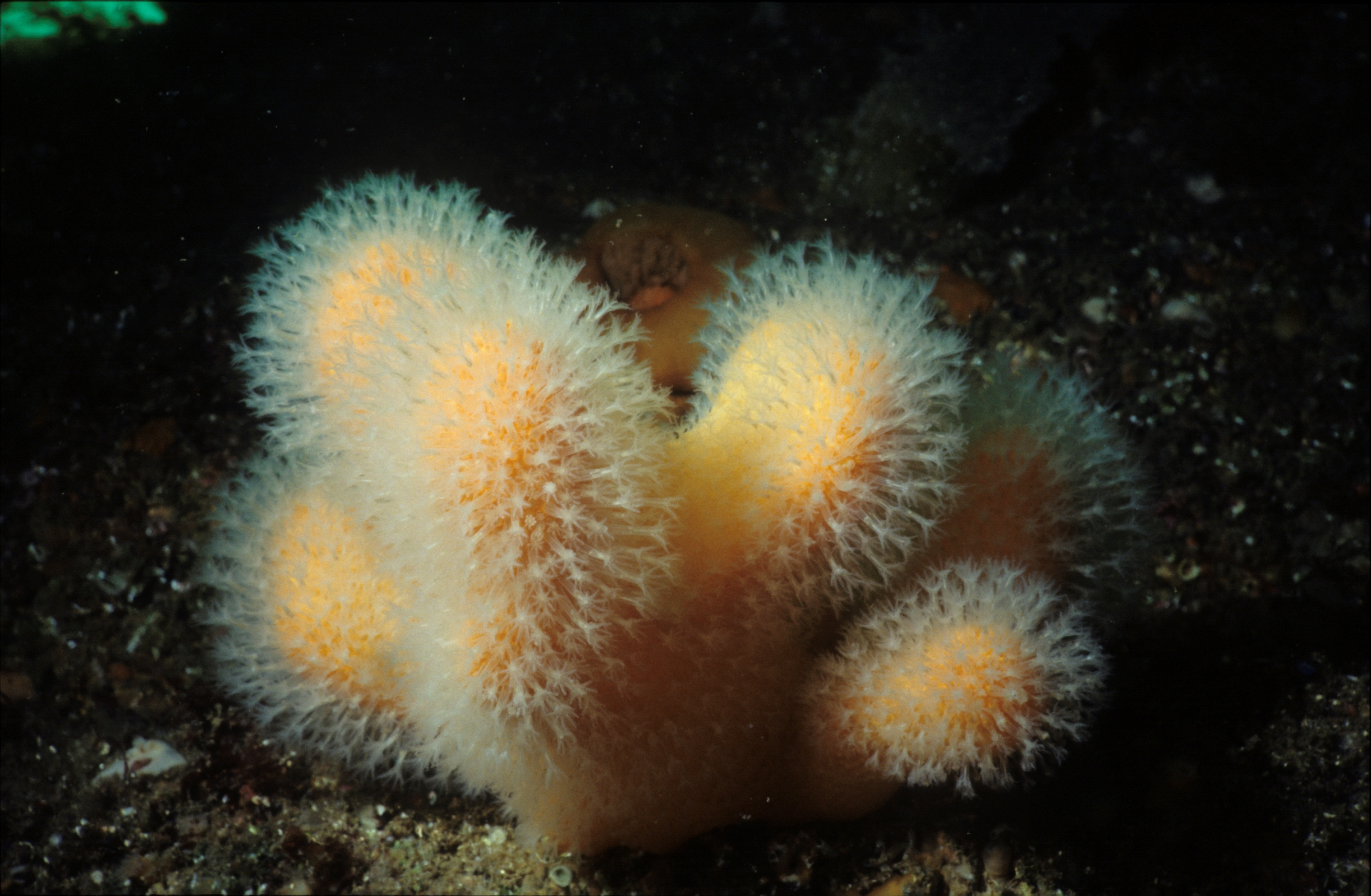
Alcyonium digitatum, près de Tegelskär, dans le parc national.

Au sujet des poissons, la région était réputée une des plus riches de tout le pays, et, Grisbådarna en particulier, un des meilleurs sites de pêche sportive, dû aux nombreux poissons, requins et surtout raies que l'on y trouvait. Mais la situation a maintenant changé, le site s'étant nettement appauvri depuis les années 1970. Alors qu'on pouvait à cette époque trouver en abondance de la morue de l'Atlantique (Gadus morhua), de l'aiglefin (Melanogrammus aeglefinus), de la fausse limande (Glyptocephalus cynoglossus), de la plie commune (Pleuronectes platessa), de la sole commune (Solea solea), de la limande-sole (Microstomus kitt), du loup de l'Atlantique (Anarhichas lupus) et de la baudroie commune (Lophius piscatorius), on trouve maintenant principalement du maquereau commun (Scomber scombrus), mais aussi dans une moindre mesure du hareng (Clupea harengus), de la truite de mer (Salmo trutta trutta) et de l'aiguillat commun (Squalus acanthias). Demeurent néanmoins dans ces eaux 19 espèces de poissons considérées comme menacées dans le pays, dont en particulier le pocheteau gris (Dipturus batis) et l'anguille d'Europe (Anguilla anguilla), en danger critique d'extinction selon l'UICN.
En revanche, la zone est toujours relativement riche en crustacés, avec par exemple de la crevette nordique (Pandalus borealis), de la langoustine commune (Nephrops norvegicus), du crabe dormeur (Cancer pagurus) et du homard européen (Homarus gammarus). 11 espèces de crustacés sont considérées comme menacées en Suède, tout comme 51 espèces de mollusques.
Enfin, parmi les mammifères marins, outre le phoque précédemment cité, on trouve régulièrement le marsouin commun (Phocoena phocoena) et parfois aussi des dauphins, l'orque (Orcinus orca), le globicéphale noir (Globicephala melas) et la baleine de Minke (Balaenoptera acutorostrata).

### Menaces
Les écosystèmes de Kosterhavet sont au moins aussi fragiles qu'ils sont riches et les menaces sont nombreuses et variées. Parmi les menaces les plus évidentes du milieu marin, on peut citer la pêche, en particulier par chalutage. En effet, cette forme de pêche est traditionnellement très répandue dans la région, mais représente une importante menace, car les chaluts de fonds détruisent totalement la faune benthique et, en particulier, peuvent fortement endommager les récifs de corail. De nos jours, le chalutage est autorisé exclusivement pour la pêche à la crevette dans le parc, mais pas à proximité de certaines zones sensibles. Le grand nombre de bateaux, lié au tourisme ou au commerce maritime, peut aussi avoir un impact néfaste. Ce fut en particulier le cas au début 2011 lorsque le porte-conteneurs Godafoss de la compagnie Eimskip s'échoua le 17 février dans le parc voisin d'Ytre Hvaler, relâchant d'importantes quantités de pétrole dans la mer. Le bateau a ensuite rejoint Odense par ses propres moyens, avec une fuite de pétrole qui souilla alors Kosterhavet et le reste de la côte suédoise sur le chemin, provoquant l'indignation des garde-côtes suédois. Une autre menace est l'introduction d'espèces étrangères, qui perturbent l'équilibre de l'écosystème. Parmi les espèces menaçantes, on peut citer le vison d'Amérique, qui s'attaque aux nids de plusieurs oiseaux nichant dans le parc et est donc chassé dans toute la surface de celui-ci. Mnemiopsis leidyi a aussi été remarquée récemment dans le parc et est connue pour sa capacité invasive. De même, l'huître japonaise (Crassostrea gigas) est présente dans le parc, pour l'instant de façon très localisée, mais on peut craindre qu'elle ne vienne concurrencer la moule commune. Enfin, certaines de ces menaces sont plus globales et donc difficile à contrôler, telles que le réchauffement climatique, qui, en plus de l'élévation du niveau de la mer, provoque une acidification des océans et une perturbation des courants et de la salinité.

## Histoire

### Préhistoire et Moyen Âge

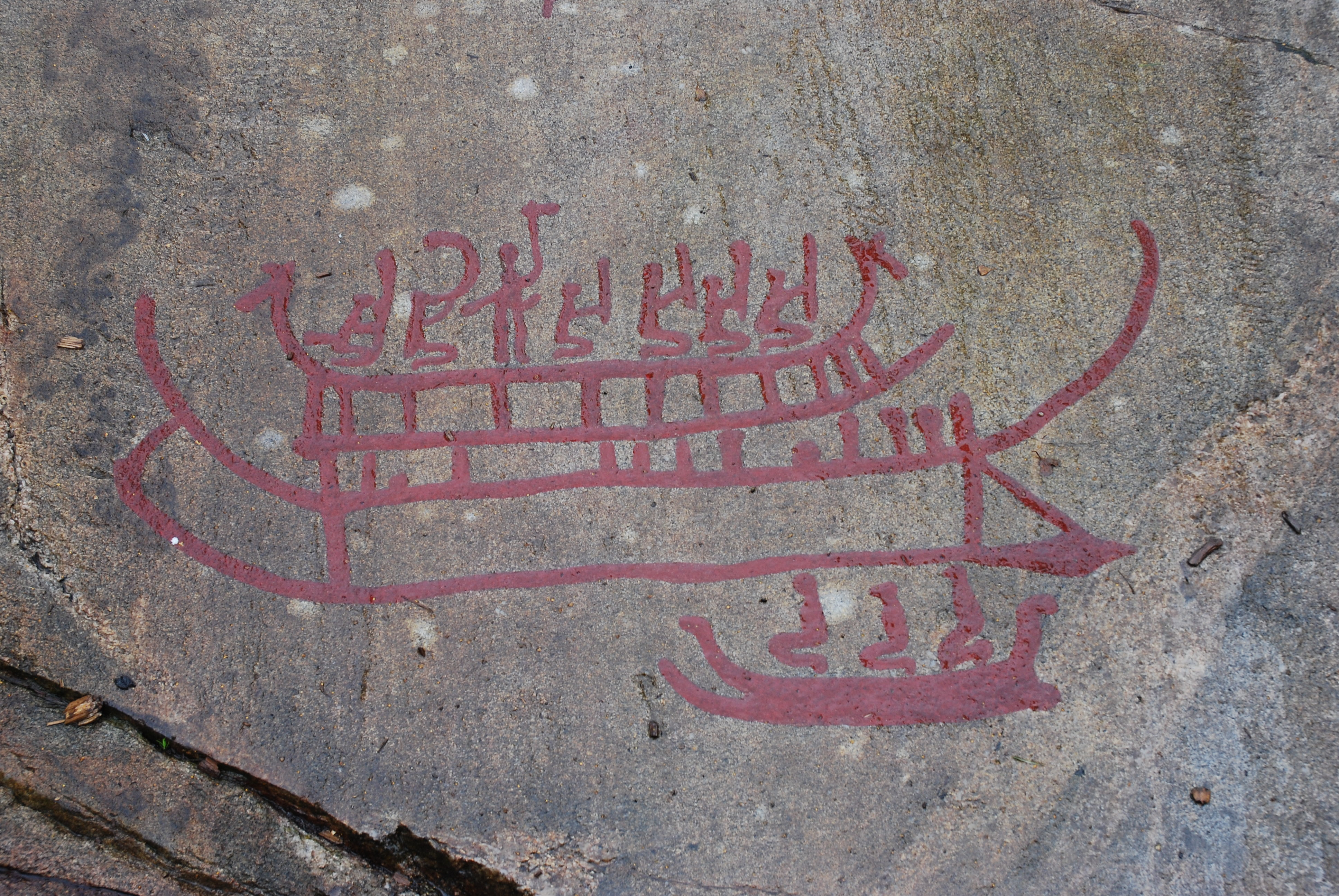
Un grand nombre de bateaux sont représentés dans les gravures de Tanum.

Les plus anciennes traces d'habitations dans l'archipel se trouvent sur Nordkoster et datent du néolithique, au début de l'âge du bronze (environ 1 500 av. J.-C). Sur Sydkoster, les traces d'habitants remontent à environ 800 av. J.-C. Ces habitants vivaient alors principalement de la pêche et de la chasse. Cependant, les premières activités de pêche dans la zone sont beaucoup plus anciennes et ont pu être datées d'il y a 8 000 ans grâce à des découvertes faites lors de travaux sur la route européenne 6. Les gravures rupestres de Tanum, inscrites sur la liste du patrimoine mondial de l'UNESCO, sont un témoignage exceptionnel de l'importance de la mer pour les habitants du Bohuslän à l'âge du bronze.
D'après le livre rouge de l'évêque Eystein à Oslo, écrit en 1388, l'archipel faisait à cette époque partie du diocèse d'Oslo et comprenait une ferme sur Nordkoster et 6 sur Sydkoster. Les habitants vivaient alors principalement de l'agriculture, mais la pêche et la chasse au phoque ou aux oiseaux de mer étaient aussi importantes.

### Époque moderne
À la fin du XVIe siècle, le hareng devint particulièrement abondant dans les eaux de Koster, puis, à la fin du XVIIe siècle, ce sera le homard européen qui fera la richesse des îles. Les îles Koster devinrent suédoises en 1658 avec le traité de Roskilde et les habitants, qui jusqu'ici louaient leurs terres à un couvent puis à de riches propriétaires, purent les acheter à l'État suédois. En même temps, ils commenceront à faire commerce avec les étrangers (principalement des Pays-Bas) qui emporteront les homards sur des bateaux spéciaux (appelés hummerkogg en suédois), qui sont d'ailleurs représentés sur le blason de la commune de Strömstad. Dans la deuxième moitié du XVIIIe siècle eut lieu ce que les habitants de la région appellent la grande période du hareng (stora sillperiod). La pêche dépassa alors l'agriculture comme principale ressource. Les hommes se concentraient sur la pêche, tandis que les femmes et les enfants s'occupaient de la ferme. Ce fut une période riche et la population de l'archipel augmenta fortement. Cette augmentation démographique se poursuivit au cours du XIXe siècle, passant d'une centaine d'habitants à 600 en 1930. La pêche était alors relativement diversifiée et variait selon la saison : l'hiver faisait la part belle à la morue, l'aiglefin, les poissons plats et le merlan ; le printemps et l'été voyaient principalement des pêches de maquereau et d'anguille, tandis qu'à l'automne, le homard dominait les prises. Au cours de cette période, plusieurs phares furent construits dans l'archipel : à Nordkoster en 1849, à Käbblingarna et Vattenholmen dans les années 1880, puis celui de Nordkoster fut transféré à Ursholmen en 1891, le site de Nordkoster étant trop haut, si bien que le phare était parfois pris pour une étoile. Le chalutage se développa pour la pêche à la crevette à partir de 1903.
Entre 1950 et 1960, tout changea. Avec la révolution technologique, les industries situées dans les grandes villes nécessitaient de la main d'œuvre et le mode de travail traditionnel des îles n'était plus rentable. De nombreuses personnes quittèrent donc les îles vers les grandes villes du pays, la flotte diminua fortement et l'élevage failli disparaître de Koster. La population est aujourd'hui d'environ 320 habitants, dont 10 % vivent de la pêche, 25 % ne travaillent pas dans les îles et 25 % sont à la retraite.

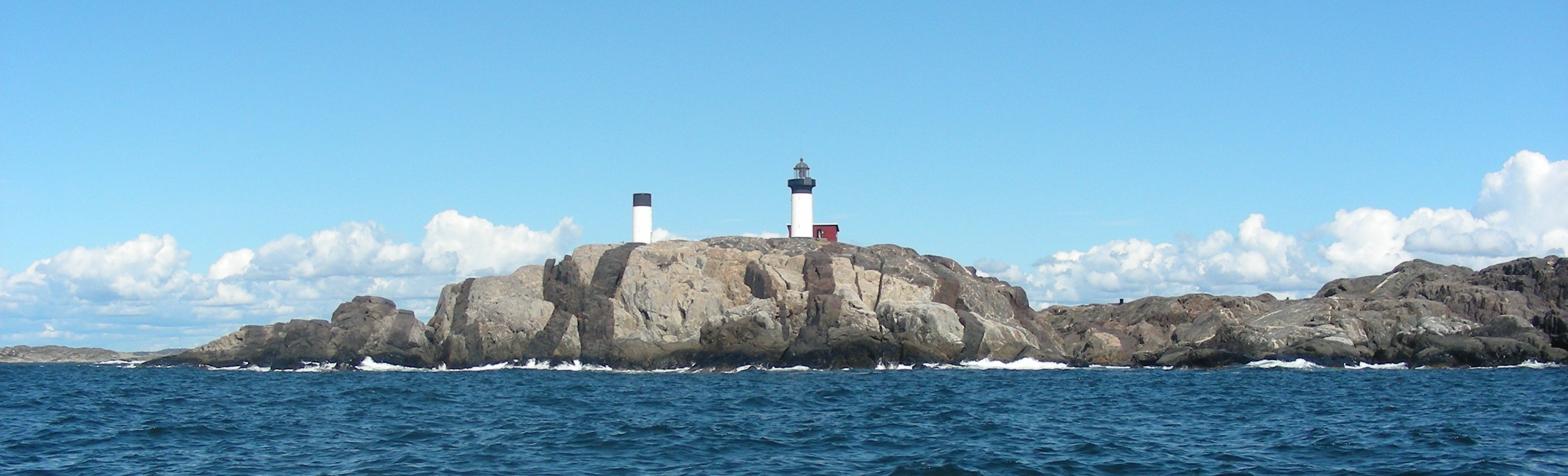
Le double-phare d'Ursholmen

### Protection
Depuis 1979, le comté de Göteborg et Bohus réfléchissait à une protection du fjord de Koster, et l'année suivante, la zone apparaissait dans le rapport du Naturvårdsverket (l'agence suédoise de protection de l'environnement) comme une importante zone marine à protéger. En 1984, la réserve naturelle des îles Koster fut créée. Lorsque le Natuvårdsverket formula son premier plan directeur sur les parcs nationaux en 1988, l'archipel au sud de Sydkoster était indiqué comme un des 20 futurs parcs nationaux potentiels du pays. Cependant, le projet de parc ne reçut pas un grand support de la population locale, qui le considérait comme une menace à son développement, et le projet fut abandonné. En 1996, l'idée fut remise à l'ordre du jour, et, en 1997, le site fut l'objet d'un important inventaire de la richesse biologique par le laboratoire de biologie marine de Tjärnö de l'université de Göteborg. Là encore, la réception du projet fut négative. Mais la vie dans l'île changea. D'un côté, les îles subissaient un afflux de touristes de plus en plus important créant des problèmes d'accueil, d'eau, de gestion des déchets, etc.. D'un autre côté, le bureau de poste ferma en 2003 et l'école et plusieurs commerces menacèrent de fermer à leur tour. En parallèle, en 2003, le comté étudia une révision de la réserve naturelle, ce qui amena de nouveau à une discussion sur la création du parc national. Cette fois, certains habitants sentirent que la protection du parc pouvait être un apport positif, améliorant l'attractivité du site en créant plusieurs emplois et améliorant la gestion des touristes. Les discussions s'engagèrent alors avec les habitants, pêcheurs et scientifiques pour décider de la meilleure marche à suivre pour la protection de la zone, tout en permettant le maintien des activités traditionnelles importantes pour la communauté, telles que la chasse et la pêche. En particulier, ces discussions ont permis aux scientifiques et aux pêcheurs de se mettre d'accord sur la marche à suivre pour revenir à une pêche plus traditionnelle et plus respectueuse de l'environnement, tout en permettant la survie des pêcheurs. Le projet fut envoyé au Naturvårdsverket au printemps-été 2007 et un nouvel inventaire de la vie marine fut réalisé. En 2008, la collaboration avec les autorités norvégiennes et leur projet de parc national à Ytre Hvaler commença, et, l'année suivante, les deux parcs furent inaugurés simultanément le 9 septembre par le roi Charles XVI Gustave de Suède et le prince héritier Haakon de Norvège. Le motif officiel pour la création du parc est de « préserver une zone de mer et d'archipel unique et d'une grande biodiversité, ainsi que les terres adjacentes, dans un état relativement intact ».

## Gestion et administration

Logo du parc

Comme pour la plupart des parcs nationaux de Suède, la gestion et l'administration sont divisées entre l'agence suédoise de protection de l'environnement (le Naturvårdsverket) et le conseil d'administration des comtés (le Länsstyrelse). Le Naturvårdsverket est chargé de la proposition des nouveaux parcs nationaux, sur consultation des conseils d'administration des comtés et des communes, et la création est entérinée par un vote du parlement. Le terrain est ensuite acheté par l'État, par l'intermédiaire de Naturvårdsverket. Le parc est ensuite principalement géré par le comté, c'est-à-dire par le conseil d'administration du comté de Västra Götaland pour le parc de Kosterhavet.
Afin de protéger la biologie de la région tout en permettant les activités touristiques et de pêche, le parc a été divisé en plusieurs zones avec des réglementations spécifiques. Dans une première zone (zone A), incluant une grande partie de l'archipel de Koster, la vitesse nautique est limitée à 5 nœuds (un peu plus de 9 km/h) entre le 15 mai et le 31 août. Dans la zone B, couvrant quelques îles au sud de Sydkoster, le trafic marin motorisé est restreint. La zone C est destinée à protéger les principaux sites de nidification d'oiseaux et de présence de phoques ; il y est interdit d'approcher à moins de 100 m les îles entre avril et août (les périodes exactes dépendant du site en question). La zone D est une zone de protection du fond marin, situées à Spiran et à Säcken (récifs de corail) où il est interdit d'ancrer son bateau et où aucune activité pouvant affecter le fond marin n'est autorisée. Enfin, en zone E, la chasse est prohibée.
Malgré ces protections, il semblerait que le récif de Säcken ait été endommagé par le chalutage. Or, les études indiquent que ce corail est génétiquement homogène et différent de celui des récifs voisins, ce qui signifie que les larves de corail ne circulent pas. Une équipe de l'université de Göteborg a donc entrepris d'importer des bouts de récifs norvégiens et de les implanter près du récif de Säcken.

## Tourisme

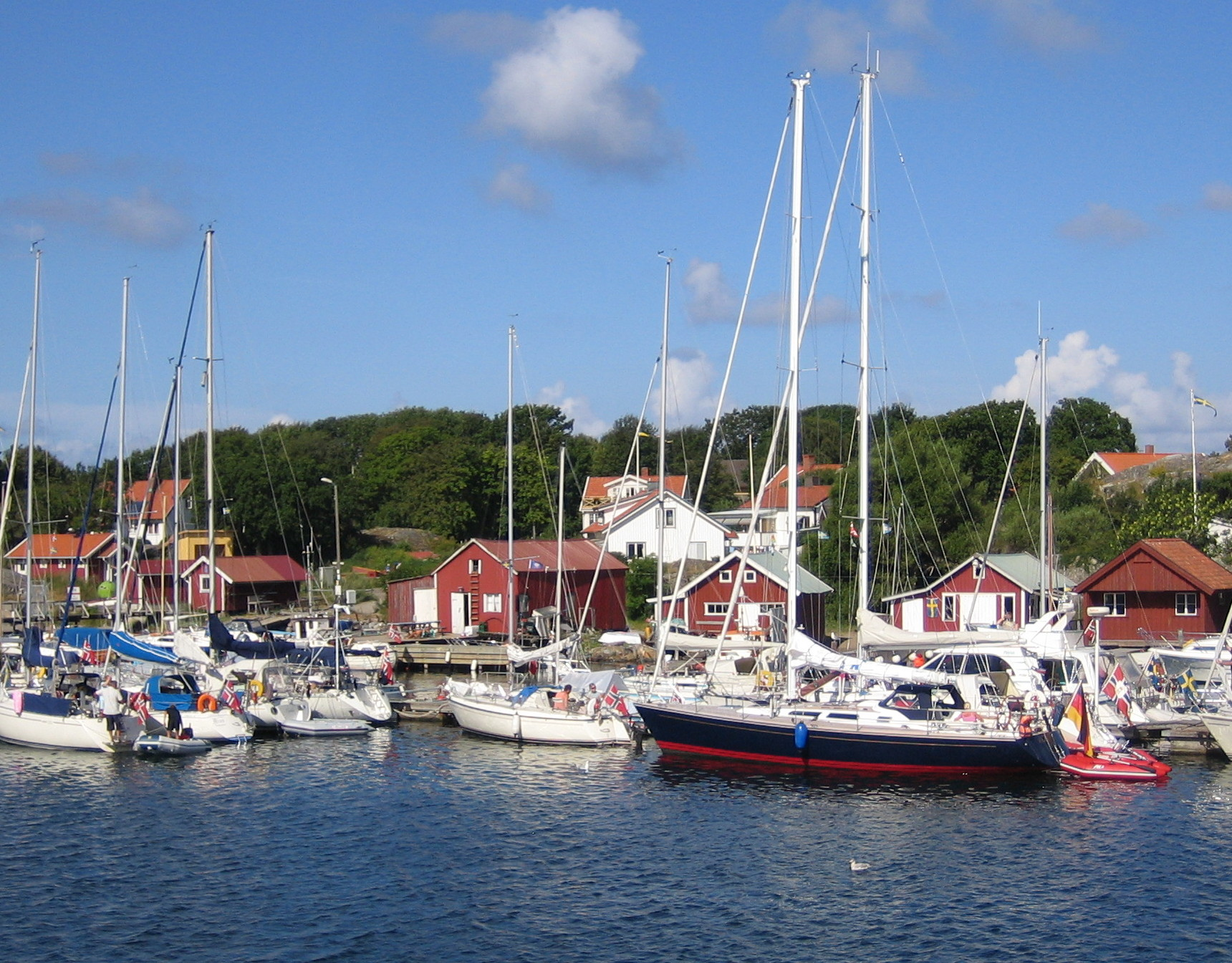
Port de plaisance sur Nordkoster.

La zone de Koster est l'une des destinations touristiques les plus populaires  de Suède, en particulier en période estivale. Entre juin et août, le site accueille environ 3 000 visiteurs par jour, chiffre qui peut doubler par très beau temps. Au total, en 2006, 90 000 personnes ont visité le parc, pour un total de 250 000 nuitées. Ces visiteurs représentent la principale rentrée d'argent des communes de Tanum et Strömstad.
Hormis les sites de l'archipel intérieur, le parc est uniquement accessible par bateau. Les îles de Nordkoster et Sydkoster sont reliées par ferry à Strömstad, pour un trajet durant entre 30 min et 1 h. Ce ferry transporte entre 200 000 et 250 000 personnes par an. La ville de Strömstad elle-même est bien desservie, se situant à proximité de la route européenne 6 entre Göteborg et Oslo, et étant reliée à Göteborg par bus et train. Cependant, un grand nombre de personnes parcourent le parc sur leur propre bateau et celui-ci fait donc partie des sites les plus fréquentés par les bateaux de plaisance de toute la côte ouest suédoise. Sur les îles, de nombreux logements sont disponibles pour les touristes, représentant près des deux tiers des maisons de l'île, ainsi que des chalets, des terrains de camping, un hôtel, etc., pour un total d'environ 8 000 lits.
Les activités principales des touristes sont la plaisance, la baignade, la plongée sous-marine, mais aussi la randonnée sur les îles, avec des chemins de randonnée sur Sydkoster et Nordkoster, mais aussi sur Rossö et Kockholmen.
Avec la création du parc national, plusieurs projets sont planifiés afin d'améliorer l'accueil et la gestion du tourisme. Il s'agit en particulier de la création d'entrées du parc près du port de Strömstad, entre Saltö et Tjärnö et près des ports de plaisance de Rossö et Resö. Ces entrées auront en particulier des plans et des informations et, sur certaines, un personnel pourra accueillir les visiteurs. En plus de cela, un naturum (centre d'information et d'exposition sur la nature du parc) est en projet depuis 2006 sur Sydkoster et a été inauguré le 15 décembre 2012.